# خاتم أباد (كتول)
خاتم أباد (بالفارسية: خاتم‌آباد) هي قرية تقع في إيران في قسم کتول الریفي. يقدر عدد سكانها بـ 236 نسمة .